# فرودگاه اسنوتی ریور
فرودگاه اسنوتی ریور (به انگلیسی: Stony River Airport) (به زبان بومی: Stony River 2 Airport) یک فرودگاه همگانی با کد یاتا SRV است که یک باند فرود شن و خاک دارد و طول باند آن ۷۹۳ متر است. این فرودگاه در کشور ایالات متحده آمریکا قرار دارد و در ارتفاع ۷۰ متری از سطح دریا واقع شده است.